# Matías Ruiz Sosa
Matías Ruíz Sosa (Argentina; 17 de marzo de 1995) es un futbolista argentino. Juega de mediocampista en el Club Sportivo Estudiantes del Torneo Federal A de Argentina.

## Clubes
| Club                    | País      | Año             |
| ----------------------- | --------- | --------------- |
| Club Almagro            | Argentina | 2013 - 2018     |
| Club Atlético Brown     | Argentina | 2018 - 2019     |
| Club Comunicaciones     | Argentina | 2019 - 2021     |
| Estudiantes de San Luis | Argentina | 2022 - Presente |